# Aeropuerto Internacional de Sharjah
El Aeropuerto Internacional de Sharjah (en árabeمطار الشارقة الدولي) (IATA: SHJ, OACI: OMSJ) es un aeropuerto está ubicado en Sharjah, Emiratos Árabes Unidos.
Es un importante aeropuerto de carga y base de operaciones principal de la aerolínea de bajo coste Air Arabia.
Es también uno de los principales puntos de entrada de la heroína afgana transportada por aire.

## Estadísticas
El número de pasajeros que han pasado por el aeropuerto internacional de Sharjah ha crecido fuertemente en la última década.
Ver fuente y consulta Wikidata.
| Año  | Pasajeros | Operaciones |
| ---- | --------- | ----------- |
| 1999 | 1.001.852 | 27.577      |
| 2000 | 948.207   | 25.997      |
| 2001 | 861.478   | 24.431      |
| 2002 | 1.028.624 | 24.803      |
| 2003 | 1.247.458 | 28.017      |
| 2004 | 1.661.941 | 32.334      |
| 2005 | 2.237.646 | 38.699      |
| 2006 | 3.064.396 | 44.182      |
| 2007 | 4.324.313 | 51.314      |
| 2008 | 5.280.445 | 60.813      |

## Aerolíneas y destinos

### Destinos internacionales
| Ciudades por países  | Nombre del aeropuerto                             | Aerolíneas                                              | Aeronaves    | Frecuencias semanales |        |
| África               | África                                            | África                                                  | África       | África                | África |
| -------------------- | ------------------------------------------------- | ------------------------------------------------------- | ------------ | --------------------- | ------ |
| Egipto               |                                                   |                                                         |              |                       |        |
| Alejandría           | Aeropuerto de Borg El Arab                        | Air Arabia                                              | A32x         |                       |        |
| Asiut                | Aeropuerto de Asiut                               | Air Arabia                                              | A32x         |                       |        |
| El Cairo             | Aeropuerto Internacional de El Cairo              | Air Arabia EgyptAir                                     | A32x         |                       |        |
| Suhag                | Aeropuerto Internacional de Suhag                 | Air Arabia                                              | A32x         |                       |        |
| Kenia                |                                                   |                                                         |              |                       |        |
| Nairobi              | Aeropuerto Internacional Jomo Kenyatta            | Air Arabia                                              | A32x         |                       |        |
| Somalia              |                                                   |                                                         |              |                       |        |
| Hargeisa             | Aeropuerto Internacional de Hargeisa              | Air Arabia                                              | A32x         |                       |        |
| Sudán                |                                                   |                                                         |              |                       |        |
| Jartum               | Aeropuerto Internacional de Jartum                | Air Arabia                                              | A32x         |                       |        |
| Asia                 |                                                   |                                                         |              |                       |        |
| Afganistán           |                                                   |                                                         |              |                       |        |
| Kabul                | Aeropuerto Internacional de Kabul                 | Air Arabia                                              | A32x         |                       |        |
| Arabia Saudita       |                                                   |                                                         |              |                       |        |
| Abha                 | Aeropuerto Regional de Abha                       | Air Arabia                                              | A32x         |                       |        |
| Dammam               | Aeropuerto Internacional Rey Fahd                 | Air Arabia                                              | A32x         |                       |        |
| Medina               | Aeropuerto Príncipe Mohammad Bin Abdulaziz        | Air Arabia Flynas                                       | A32x         |                       |        |
| Riad                 | Aeropuerto Internacional Rey Khalid               | Air Arabia                                              | A32x         |                       |        |
| Tabuk                | Aeropuerto Regional de Tabuk                      | Air Arabia                                              | A32x         |                       |        |
| Taif                 | Aeropuerto Regional de Taif                       | Air Arabia                                              | A32x         |                       |        |
| Yanbu                | Aeropuerto de Yanbu                               | Air Arabia                                              | A32x         |                       |        |
| Yida                 | Aeropuerto Internacional Rey Abdulaziz            | Air Arabia Flynas                                       | A32x         |                       |        |
| Armenia              |                                                   |                                                         |              |                       |        |
| Ereván               | Aeropuerto Internacional de Zvartnots             | Air Arabia                                              | A32x         |                       |        |
| Azerbaiyán           |                                                   |                                                         |              |                       |        |
| Bakú                 | Aeropuerto Internacional Heydar Aliyev            | Air Arabia                                              | A32x         |                       |        |
| Bangladés            |                                                   |                                                         |              |                       |        |
| Chittagong           | Aeropuerto Internacional Shah Amanat              | Air Arabia Biman Bangladesh Airlines                    | A32x         |                       |        |
| Daca                 | Aeropuerto Internacional de Daca-Hazrat Shahjalal | Air Arabia Biman Bangladesh Airlines US-Bangla Airlines | A32x         |                       |        |
| Sylhet               | Aeropuerto Internacional Osmani                   | Biman Bangladesh Airlines                               |              |                       |        |
| Baréin               |                                                   |                                                         |              |                       |        |
| Baréin               | Aeropuerto Internacional de Baréin                | Air Arabia                                              | A32x         |                       |        |
| Catar                |                                                   |                                                         |              |                       |        |
| Doha                 | Aeropuerto Internacional Hamad                    | Air Arabia Qatar Airways                                | A32x         |                       |        |
| Georgia              |                                                   |                                                         |              |                       |        |
| Batumi               | Aeropuerto Internacional de Batumi                | Air Arabia                                              | A32x         |                       |        |
| Tiflis               | Aeropuerto Internacional de Tiflis                | Air Arabia                                              | A32x         |                       |        |
| India                |                                                   |                                                         |              |                       |        |
| Ahmedabad            | Aeropuerto Internacional Sardar Vallabhbhai Patel | Air Arabia                                              | A32x         |                       |        |
| Bangalore            | Aeropuerto Internacional Kempegowda               | Air Arabia                                              | A32x         |                       |        |
| Benarés              | Aeropuerto Internacional Lal Bahadur Shastri      | Air India Express                                       |              |                       |        |
| Bombay               | Aeropuerto Internacional Chhatrapati Shivaji      | Air Arabia Air India Express                            | A32x         |                       |        |
| Chennai              | Aeropuerto Internacional de Chennai               | Air Arabia                                              | A32x         |                       |        |
| Coimbatore           | Aeropuerto de Coimbatore                          | Air Arabia                                              | A32x         |                       |        |
| Goa                  | Aeropuerto Internacional de Goa                   | Air Arabia                                              | A32x         |                       |        |
| Hyderabad            | Aeropuerto Internacional Rajiv Gandhi             | Air Arabia                                              | A32x         |                       |        |
| Jaipur               | Aeropuerto de Jaipur                              | Air Arabia                                              | A32x         |                       |        |
| Kochi                | Aeropuerto Internacional de Cochin                | Air Arabia Air India Express                            | A32x         |                       |        |
| Kozhikode            | Aeropuerto Internacional de Kozhikode             | Air Arabia Air India Express                            | A32x         |                       |        |
| Nagpur               | Aeropuerto Internacional Dr. Babasaheb Ambedkar   | Air Arabia                                              | A32x         |                       |        |
| Nueva Delhi          | Aeropuerto Internacional Indira Gandhi            | Air Arabia                                              | A32x         |                       |        |
| Tiruchirapalli       | Aeropuerto Internacional de Tiruchirapalli        | Air India Express                                       |              |                       |        |
| Trivandrum           | Aeropuerto Internacional de Trivandrum            | Air Arabia Air India Express IndiGo                     | A32x         |                       |        |
| Irán                 |                                                   |                                                         |              |                       |        |
| Lar                  | Aeropuerto Internacional de Larestan              | Air Arabia                                              | A32x         |                       |        |
| Mashhad              | Aeropuerto Internacional de Mashhad               | Air Arabia                                              | A32x         |                       |        |
| Shiraz               | Aeropuerto Internacional de Shiraz                | Air Arabia                                              | A32x         |                       |        |
| Teherán              | Aeropuerto Internacional Imán Jomeini             | Air Arabia                                              | A32x         |                       |        |
| Irak                 |                                                   |                                                         |              |                       |        |
| Bagdad               | Aeropuerto Internacional de Bagdad                | Air Arabia                                              | A32x         |                       |        |
| Erbil                | Aeropuerto Internacional de Erbil                 | Air Arabia                                              | A32x         |                       |        |
| Nayaf                | Aeropuerto Internacional de Nayaf                 | Air Arabia                                              | A32x         |                       |        |
| Jordania             |                                                   |                                                         |              |                       |        |
| Amán                 | Aeropuerto Internacional de la Reina Alia         | Air Arabia Jordan Aviation                              | A32x         |                       |        |
| Kazajistán           |                                                   |                                                         |              |                       |        |
| Almaty               | Aeropuerto Internacional de Almatý                | Air Arabia                                              | A32x         |                       |        |
| Kirguistán           |                                                   |                                                         |              |                       |        |
| Biskek               | Aeropuerto Internacional de Manas                 | Air Arabia                                              | A32x         |                       |        |
| Kuwait               |                                                   |                                                         |              |                       |        |
| Ciudad de Kuwait     | Aeropuerto Internacional de Kuwait                | Air Arabia                                              | A32x         |                       |        |
| Líbano               |                                                   |                                                         |              |                       |        |
| Beirut               | Aeropuerto Internacional Rafic Hariri             | Air Arabia                                              | A32x         |                       |        |
| Malasia              |                                                   |                                                         |              |                       |        |
| Kuala Lumpur         | Aeropuerto Internacional de Kuala Lumpur          | Air Arabia                                              | A32x         |                       |        |
| Nepal                |                                                   |                                                         |              |                       |        |
| Katmandú             | Aeropuerto Internacional de Katmandú              | Air Arabia                                              | A32x         |                       |        |
| Omán                 |                                                   |                                                         |              |                       |        |
| Mascate              | Aeropuerto Internacional de Mascate               | Air Arabia                                              | A32x         |                       |        |
| Salalah              | Aeropuerto de Salalah                             | Air Arabia                                              | A32x         |                       |        |
| Pakistán             |                                                   |                                                         |              |                       |        |
| Faisalabad           | Aeropuerto Internacional de Faisalabad            | Air Arabia                                              | A32x         |                       |        |
| Islamabad            | Aeropuerto Internacional Benazir Bhutto           | Airblue                                                 | A32x         |                       |        |
| Karachi              | Aeropuerto Internacional Jinnah                   | Air Arabia                                              | A32x         |                       |        |
| Lahore               | Aeropuerto Internacional Allama Iqbal             | Airblue                                                 | A32x         |                       |        |
| Multan               | Aeropuerto Internacional de Multan                | Air Arabia Airblue                                      | A32x         |                       |        |
| Peshawar             | Aeropuerto Internacional de Peshawar              | Air Arabia                                              | A32x         |                       |        |
| Quetta               | Aeropuerto Internacional de Quetta                | Air Arabia                                              | A32x         |                       |        |
| Sialkot              | Aeropuerto Internacional de Sialkot               | Air Arabia                                              | A32x         |                       |        |
| Turbat               | Aeropuerto Internacional de Turbat                | Pakistan International Airlines                         |              |                       |        |
| Siria                |                                                   |                                                         |              |                       |        |
| Aleppo               | Aeropuerto Internacional de Aleppo                | Cham Wings Airlines                                     |              |                       |        |
| Damasco              | Aeropuerto Internacional de Damasco               | Cham Wings Airlines Syrian Air                          |              |                       |        |
| Sri Lanka            |                                                   |                                                         |              |                       |        |
| Colombo              | Aeropuerto Internacional Bandaranaike             | Air Arabia                                              | A32x         |                       |        |
| Turquía              |                                                   |                                                         |              |                       |        |
| Estambul             | Aeropuerto Internacional Sabiha Gökçen            | Air Arabia                                              | A32x         |                       |        |
| Uzbekistán           |                                                   |                                                         |              |                       |        |
| Taskent              | Aeropuerto Internacional de Taskent               | Air Arabia Uzbekistan Airways                           |              |                       |        |
| Europa               |                                                   |                                                         |              |                       |        |
| Bosnia y Herzegovina |                                                   |                                                         |              |                       |        |
| Sarajevo             | Aeropuerto Internacional de Sarajevo              | Air Arabia (reinicia 10 de junio de 2024)               | A32x         |                       |        |
| Italia               |                                                   |                                                         |              |                       |        |
| Bérgamo              | Aeropuerto de Bérgamo-Orio al Serio               | Air Arabia                                              | A321-251NXLR |                       |        |
| Rusia                |                                                   |                                                         |              |                       |        |
| Moscú                | Aeropuerto Internacional de Moscú-Domodédovo      | Air Arabia                                              | A32x         |                       |        |

### Aerolíneas de carga
- Avient Aviation (Abiyán, Acra, Bamako, Kano, Lagos, Libreville, Malabo, Uagadugú, Pointe-Noire)
- Azza Transport
- British Gulf International Airlines (Bagdad, Kandahar)
- Bismillah Airlines
- Cathay Pacific Cargo
- Cargoitalia
- Cargolux
- Coyne Airways
- Egyptair Cargo
- Kalitta Air (Ámsterdam)
- Lufthansa Cargo
- Martinair Cargo (Ámsterdam, Baréin, Bangkok, Beirut, Dammam, Hong Kong, Kuwait, Mascate, Nankín, Sídney, Tianging, Xiamen)
- Singapore Airlines Cargo
- Star Airlines (Biskek, Hong Kong, Lagos, Skopie)

## Incidentes
El 10 de febrero de 2004, un Fokker F50 de Kish Air se estrelló durante la aproximación, matando a 43 de sus 46 ocupantes, compuestos de seis tripulantes y cuarenta pasajeros.